# Чимборасо
Чимборасо (на испански: Chimborazo) е спящ вулкан и най-висока точка на Еквадор с 6268,2 m надморска височина. Известен е с това, че върхът му е най-отдалечената точка от центъра на Земята – 6384,4 km.

## География

### Местоположение
Чимборасо се намира в Андите в Централен Еквадор на 150 km югозападно от столицата Кито. Извисява се на 2500 m над околната местност. При ясно време Чимборасо може да бъде видян от крайбрежния град Гуаякил.
Най-близките градове до Чимборасо са Риобамба на около 30 km на югоизток, Амбато на около 30 km на североизток и Гуаранда на около 25 km на югоизток.
Районът около Чимборасо е резерват, създаващ защитена екосистема характерните за Андите представители на семейство камили видове – викуня, лама и алпака.

### Ледник
Върхът на Чимборасо е напълно покрит от ледници, като някои от ръкавите им достигат надолу до 4600 m. Тези ледници са основният източник на вода за населението на провинциите Боливар и Чимборасо. Ледниковата маса на Чимборасо е намаляла през последните десетилетия поради комбинираното влияние на глобалното затопляне, пепелта от скорошното изригване на вулкана Тунгурахуа и феномена Ел Ниньо.
Както и при другите ледници в еквадорските планини местните жители използват ледниците на Чимборасо за добив на лед, който продават на пазарите в Гуаранда и Риобамба. В миналото ледът е бил транспортиран до крайбрежните градове като Бабахойо и Винсес.

### Вулкан
Чимборасо е преобладаващо андезитно-дацитен стратовулкан. Преди около 35 000 години срутване на голяма част от Чимборасо е предизвикало лавина от отломки, която е оформила района на Риобамба. Изригвал е няколко пъти през Холоцена като последното изригване е между 140 и 940 г. Понастоящем се счита за неактивен.

### Височина
Чимборасо е най-високият връх в Еквадор и в Андите северно от Перу. На север от него няма по-високи върхове нито в Южна, нито в Северна Америка.

### Най-отдалечен от центъра на Земята
Чимборасо е само на 1° южно от екватора. Диаметърът на Земята е най-голям при екватора като морското равнище също е издигнато спрямо това на 28° северна ширина, където се намира Еверест. Поради това се смята, че Чимборасо спрямо Еверест е по-отдалечен от центъра на Земята, въпреки много по-ниската си височина спрямо морското равнище. По отношение на височината спрямо морското равнище Чимборасо е с 2581 m по-нисък, като дори не е най-високият връх в Андите.